# Ferengi
De Ferengi zijn een fictief ras uit het Star Trek-universum.
De thuisplaneet van de Ferengi is Ferenginar. Het is bekend dat het altijd overal regent op deze planeet. Ferenginar is het centrum van de Ferengi Alliantie, een rijk gedomineerd door de Ferengi en hun levenswijze. Het hoofd van bestuur van de Ferengi is de Grand Nagus. Doordat de Ferengi zich niet echt inlaten met de politiek van de andere grote rijken, is er verder weinig bekend van hun territorium.
De hele Ferengi-samenleving is gebaseerd op de principes van handel en vooral winst. Deze visie is doorgedreven tot in hun wetboek, de 'Rules of Acquisition' (Verwervingsregels). Een eerste gedocumenteerd contact met de federatie was er in 2364, toen de USS Enterprise-D hen ontmoette. Hoewel de eerste contacten vijandig waren, werden de contacten in de loop van de tijd toch beter; temeer omdat de Ferengi de mogelijke winst inzagen door contacten met de Federatie.
Het eerste contact tussen mensen en de Ferengi was in 1947, toen 3 Ferengi op aarde landden tijdens een tijdreis, zie aflevering ST:DS9 "Little Green Men". Dit contact is bij mensen bekend als het Roswell incident.
Officieel hoort Star Fleet pas in 2151 voor het eerst van de Ferengi, dit gebeurt in Star Trek Enterprise, aflevering "Dear Doctor".
Hoewel de Ferengi geen echte vijanden hebben, worden ze door veel rassen toch geminacht; juist door hun doorgedreven drang naar winst en hun oneervol handelen. Het blijft een feit dat ze een niet onbelangrijke functie vervullen in het alfa- en bèta-kwadrant. Door hun drang naar winst gaan ze betrekkingen aan met rassen die door anderen worden gemeden.
De Borg definitie is soort 180.

## Fysiek
Hun lichamelijke kenmerken zijn vooral hun grote ronde oren aan de zijkanten van hun, kale, hoofd. Deze oren hebben een uitvloeiing tot en met de wenkbrauwen. Ze zijn gevoelig en hebben naast horen ook een seksuele functie. Hun neus is geribbeld en breed. Ook zijn de Ferengi kort van postuur. De tanden van de Ferengi zijn spits toelopend.
Het is een gewoonte dat de Ferengivrouwen in huis geen kleding dragen.